# 马安乡 (于都县)
马安乡，是中华人民共和国江西省赣州市于都县下辖的一个乡镇级行政单位。

## 行政区划
马安乡下辖以下地区：
马安村、头金村、溪背村、贡布村、上宝村、大螺村和西汾村。